# ایست یورک (پنسیلوانیا)
ایست یورک (به انگلیسی: East York) یک منطقهٔ مسکونی در ایالات متحده آمریکا است که در پنسیلوانیا واقع شده‌است. ایست یورک ۷٫۵ کیلومتر مربع مساحت و ۸٬۷۷۷ نفر جمعیت دارد.